# بنیدورم
بِنیدورم (به اسپانیایی: Benidorm) دهستانی در استان آلیکانته اسپانیا است.
در این دهستان ۷۱٬۱۹۸ نفر زندگی می‌کنند. مساحت این دهستان ۳۸٫۷۴ کیلومتر مربع است.

## نگارخانه

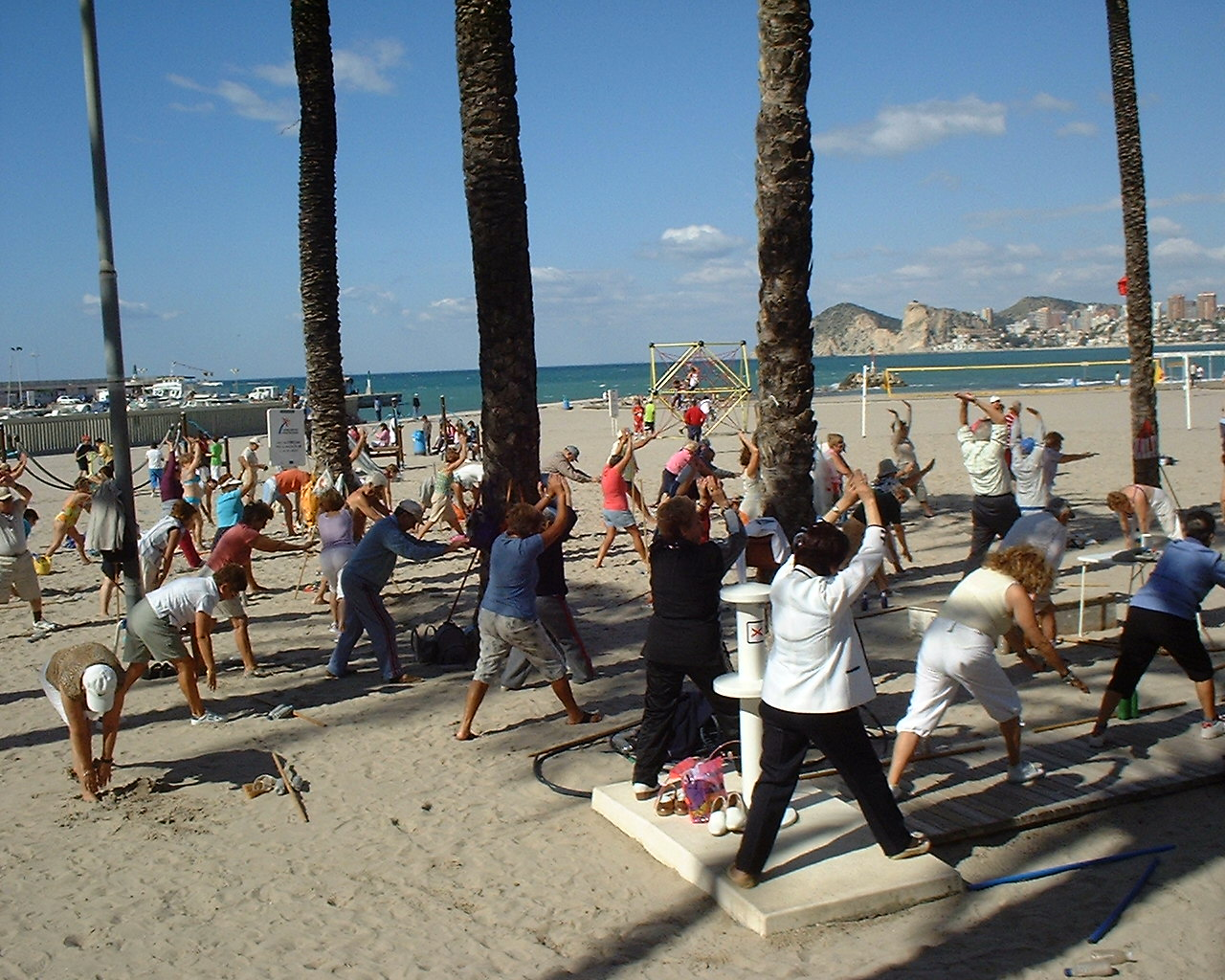
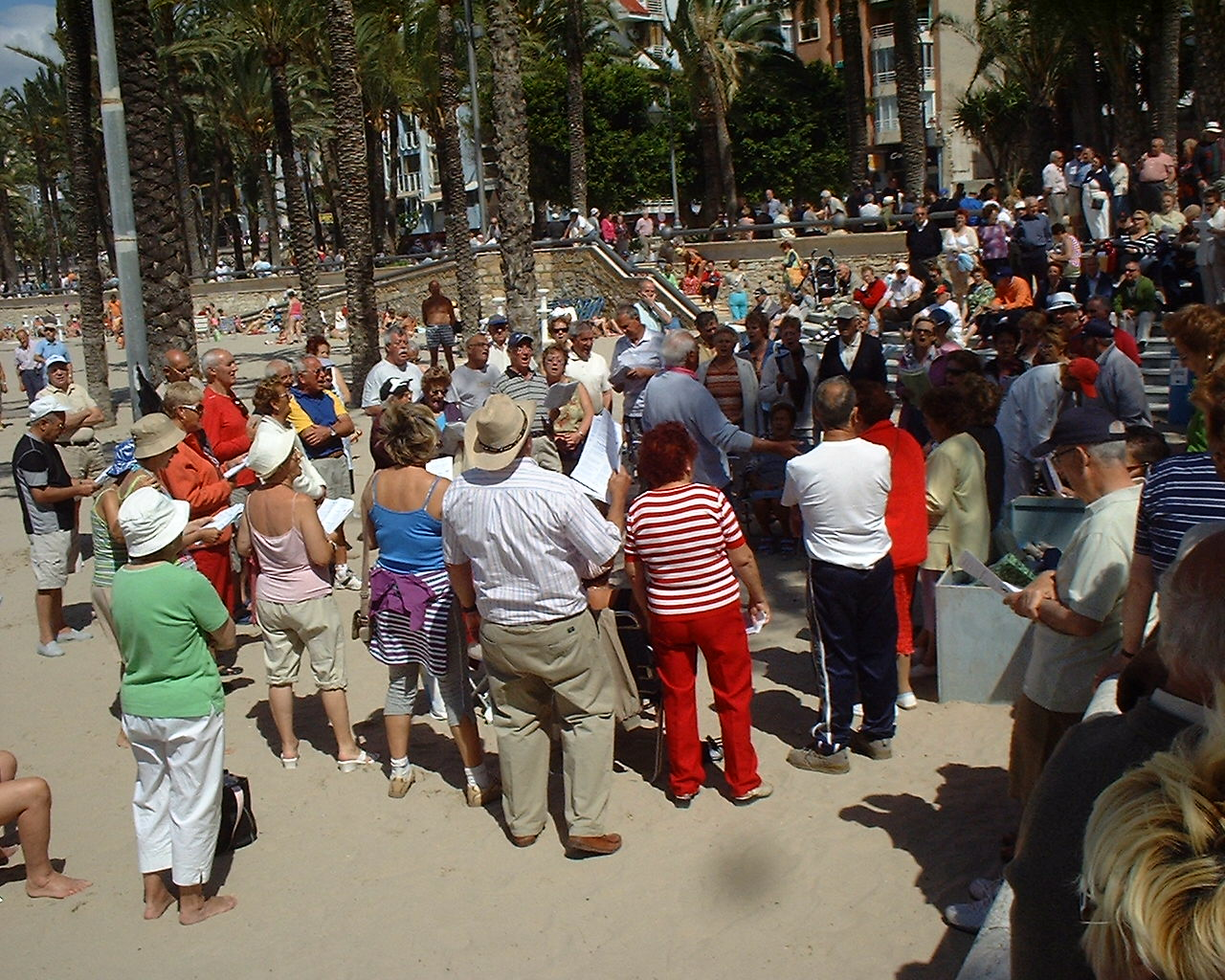
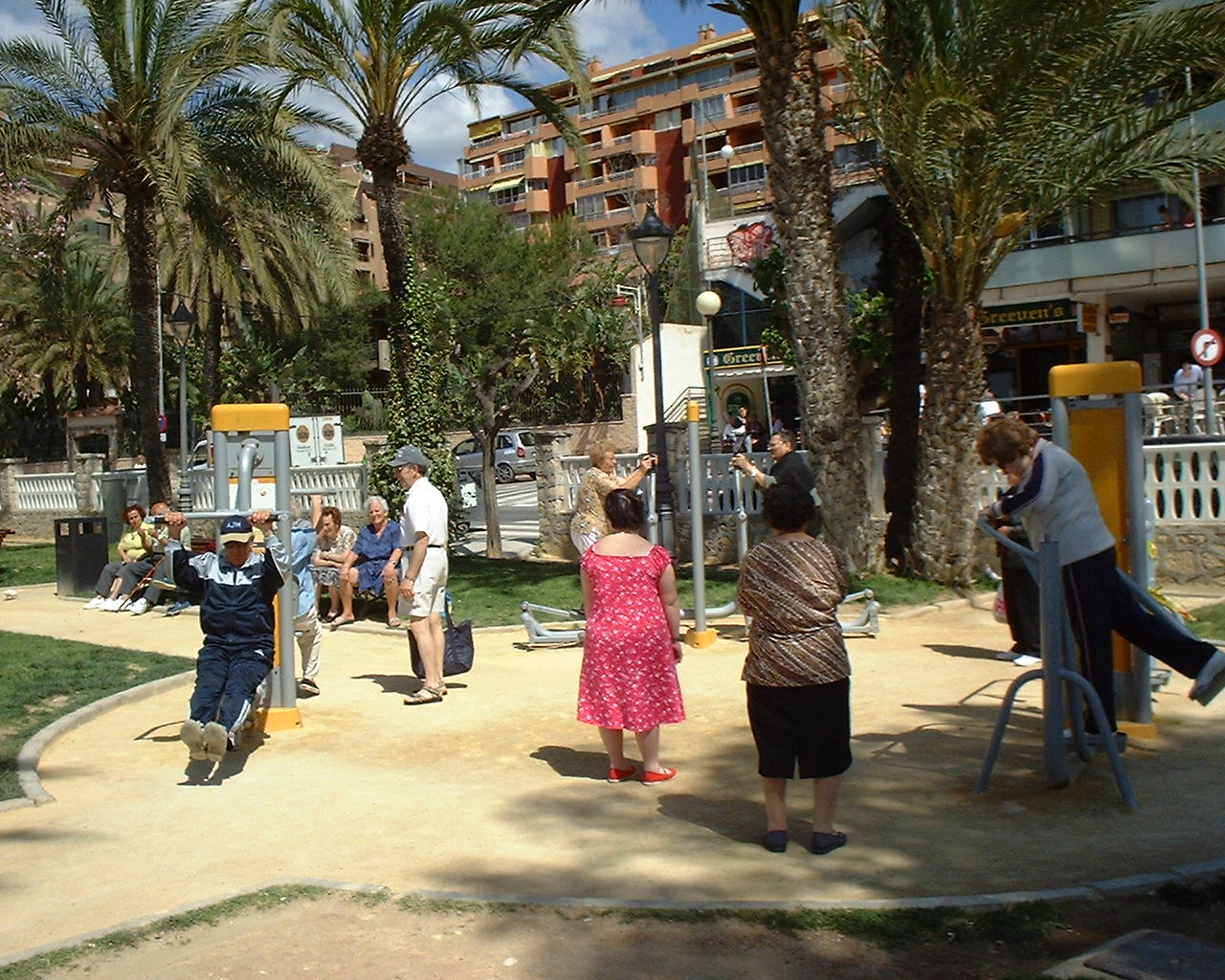
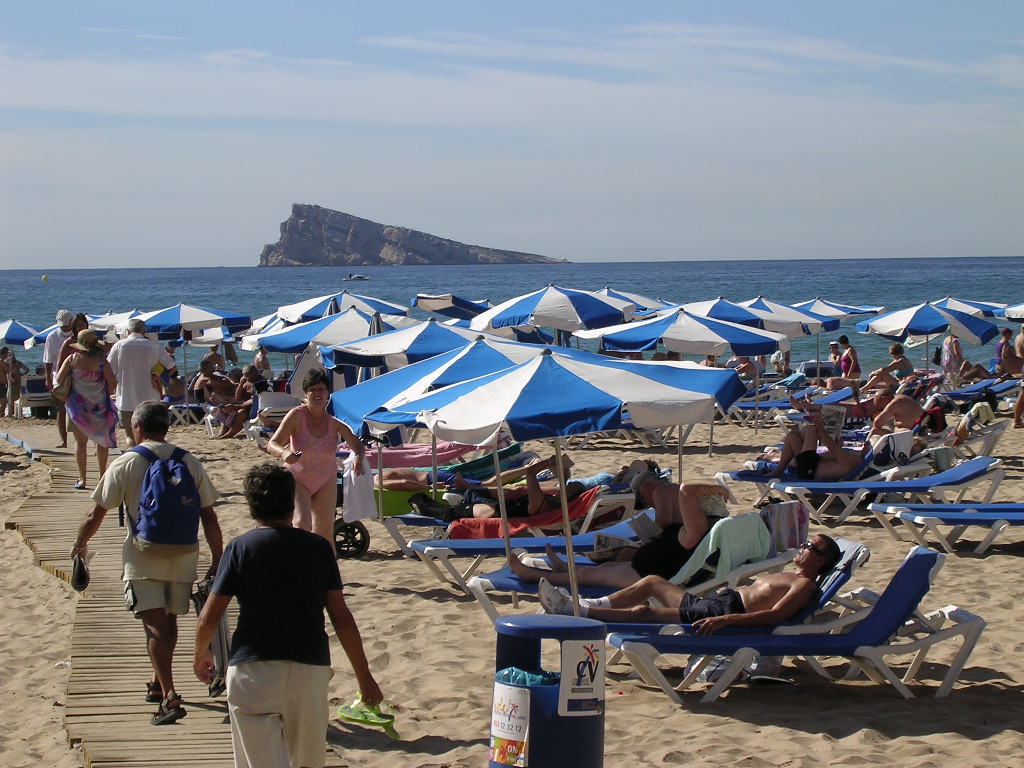
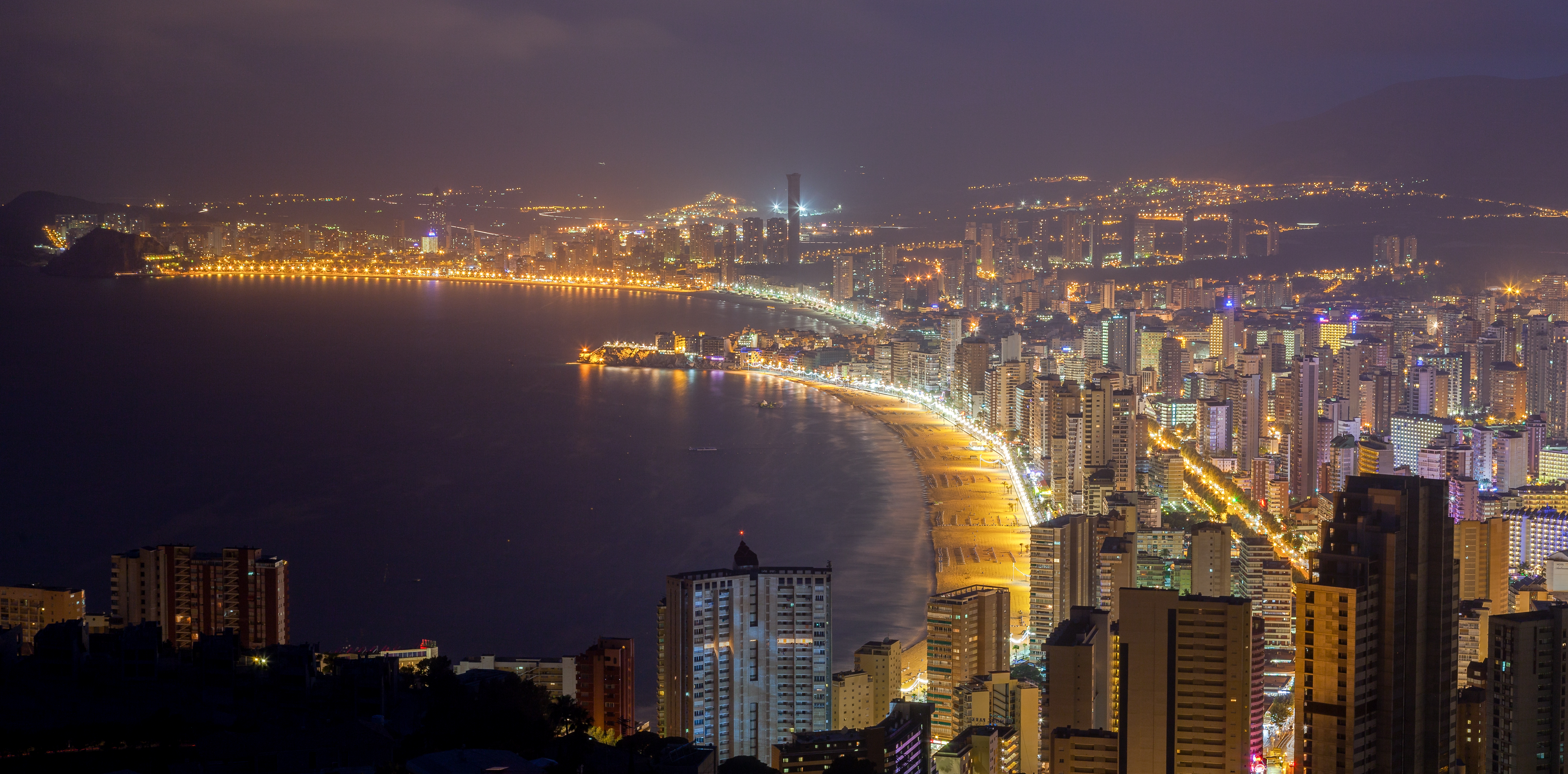